# Episodi di Dimensione Alfa
Questa è una lista degli episodi della prima e unica stagione della serie televisiva Dimensione Alfa, trasmessi per la prima volta su Italia 1 nel 1986.
| nº | Titolo originale            | Titolo italiano           | Prima TV USA     | Prima TV Italia |
| -- | --------------------------- | ------------------------- | ---------------- | --------------- |
| 1  | Rules of Attraction         | I pattuglianti            | 26 gennaio 1985  |                 |
| 2  | The Zone Troopers Build Men | La conquista di un grado  | 2 gennaio 1985   |                 |
| 3  | Paradise Lost               | Paradiso infernale        | 9 gennaio 1985   |                 |
| 4  | Rock and Roll Suicide       | Rockrollmania             | 16 febbraio 1985 |                 |
| 5  | Village of the Motorpigs    | La città dei diavoli neri | 23 febbraio 1985 |                 |
| 6  | I Am Woman, Hear Me Roar    | Superfemminismo           | 2 marzo 1985     |                 |
| 7  | Mansion of the Beast        | Una lacrima d'amore       | 9 marzo 1985     |                 |
| 8  | Princess Metra              | La principessa Metra      | 16 marzo 1985    |                 |

## I pattuglianti
- Titolo originale: Rules of Attraction
- Diretto da: William A. Graham
- Scritto da: Roderick Taylor

### Trama
La famiglia Sterling si trova in vacanza in Egitto. Durante l'esplorazione di una piramide a seguito di un tentativo di ricatto da parte della loro guida vengono abbandonati all'interno, quando si verifica un inconsueto allineamento di pianeti che li proietta in un universo parallelo. Per sbaglio colpiscono il capo dei pattuglianti, il comandante Kroll. Scappano inseguiti da questi che d'ora in poi non darà loro tregua. Si ritrovano in una città molto simile alle classiche cittadine con villettine e giardino americane ma i suoi abitanti sono degli androidi.

## La conquista di un grado
- Titolo originale: The Zone Troopers Build Men
- Diretto da: Richard Compton
- Scritto da: Roderick Taylor e Bruce A. Taylor

### Trama
La famiglia Sterling si ritrova in una città normale. I ragazzi vanno a scuola. Il figlio maggiore, però, va sotto nella valutazione scolastica e quindi, invece di essere bocciato, viene prelevato dai pattuglianti a casa che lo portano a fare l'addestramento, chi infatti va sotto con i voti viene avviato alla carriera militare. Alla fine riesce a fuggire
- Altri interpreti: Mark Lenard, Brian Thompson

## Paradiso infernale
- Titolo originale: Paradise Lost
- Diretto da: Tom Wright
- Scritto da: Roderick Taylor e Bruce A. Taylor

### Trama
La famiglia Sterling, dopo una tempesta, finisce in una specie di villaggio vacanze gestito da una bellissima e affascinante signora. Tutto sembra bello e perfetto, peccaminoso, lussurioso, patinato e ricco. In realtà il villaggio nasconde ben altri scopi.

## Rockrollmania
- Titolo originale: Rock and Roll Suicide
- Diretto da: Roderick Taylor
- Scritto da: Roderick Taylor e Bruce A. Taylor

### Trama
La famiglia Sterling capita in una città simile a una grande comunità religiosa teocratica, infatti l'autorità più importante è il sacerdote della chiesa ufficiale della dimensione dove sono capitati. Ragion per cui i ragazzi non sanno cosa sia il rock, il divertimento, ecc. I figli dei protagonisti allora mettono su una rock band spacciando per propri brani famosi del nostro mondo e cominciano a guadagnare soldi e piacciono tantissimo ai giovani che non avevano mai sentito una musica così ma dovranno vedersela con le autorità religiose.

## La città dei diavoli neri
- Titolo originale: Village of the Motorpigs
- Diretto da: Paul Michael Glaser
- Scritto da: Roderick Taylor e Bruce A. Taylor

### Trama
La famiglia Sterling, dopo aver chiesto un passaggio a un camion di robivecchi nel deserto, capita in una zona gestita dai "diavoli neri": motociclisti ribelli che vengono comandati da un capo che li domina grazie al "gesso", una potente droga che si ricava da alcune rocce. 
- Altri interpreti: Vincent Schiavelli

## Superfemminismo
- Titolo originale: I Am Woman, Hear Me Roar
- Diretto da: Tom Wright
- Scritto da: Roderick Taylor, Bruce A. Taylor e Coleman Luck

### Trama
La famiglia Sterling capita in una città dove le donne hanno il potere assoluto e gli uomini sono solo schiavi e non possono nemmeno andare a scuola. I problemi arriveranno quando i figli maschi, per ignoranza, andranno in luoghi riservati solo alle donne, come la scuola, l'ascensore, ecc. e quando il ragazzo si metterà a petto nudo sarà arrestato dalla polizia femminista e venduto all'asta.
- Curiosità: nell'episodio alcune scene si svolgono nella stessa casa che verrà usata, molti anni più tardi, per il famoso serial Streghe.[senza fonte]

## Una lacrima d'amore
- Titolo originale: Mansion of the Beast
- Diretto da: Corey Allen
- Scritto da: Roderick Taylor, Bruce A. Taylor e Coleman Luck

### Trama
Episodio ispirato a "La bella e la bestia". Un mostro solitario s'innamora della moglie del protagonista, la rapisce e la chiude nel suo castello incantato. Ad aiutarli a liberare la moglie sarà uno strano personaggio, che possiede le sole armi in grado di uccidere il mostro, ma questo strano cacciatore sa molto di più sulla creatura.
- Altri interpreti: John Astin

## La principessa Metra
- Titolo originale: Princess Metra
- Diretto da: Peter Medak
- Scritto da: Roderick Taylor e Bruce A. Taylor

### Trama
La famiglia Sterling capita in una città dove un popolo superiore tiene in schiavitù uno inferiore, il quale ha il compito solo di produrre. La figlia del protagonista viene dopo alcune prove eletta e scambiata per la profetizzata principessa Metra che dovrebbe portare pace e giustizia. Ciò non piacerà però alle autorità dominanti, le quali, saputo che costei potrebbe liberare gli schiavi e renderli "uguali" tenteranno di ucciderla.